# Homogenní funkce
Homogenní funkce n-tého stupně je název pro reálnou funkci reálných proměnných s vlastností: jestliže argumenty funkce vynásobíme libovolným kladným koeficientem, pak se funkční hodnota vynásobí n-tou mocninou tohoto koeficientu.
Například homogenní funkce 3. stupně dvou proměnných {\displaystyle x,y} je zobrazení, které splňuje podmínku:
{\displaystyle f(\alpha x,\alpha y)=\alpha ^{3}f(x,y)},
kde {\displaystyle \alpha } je konstanta. Mocnina konstanty {\displaystyle \alpha } se nazývá stupeň homogenity. Vztah pro objem válce {\displaystyle V=\pi r^{2}v} je takovou funkcí, tj. válec s dvojnásobnými rozměry má osminásobný objem. Dalším příkladem lineárně homogenní funkce (stupně 1) je geometrický průměr, což je n-tá odmocnina ze součinu n kladných čísel {\displaystyle x_{1},\dots ,x_{n}}.